# Vitório Sorotiuk
Vitorio Sorotiouk
Vitório Sorotiuk (portugais) ou Vitorio Sorotiouk (ukrainien : Віторіо Соротюк), né le 12 avril 1945, est un avocat et homme politique ukraino-brésilien.
Il est le vice-président du Congrès mondial ukrainien, ainsi que le président de la Représentation centrale ukrainienne-brésilienne.

## Biographie

### Origines
Les grands-parents du côté de son père Joao Sorotyuk - Joaquim Sorotyuk et Madalena Drohomirska et du côté de sa mère Justine Hudyma Sorotyuk - Joao Hudyma et Kateryna Konopatska sont arrivés au Brésil en 1896.

### Enfance et formation
Il est diplômé de l’enseignement supérieur, avocat de profession dans le domaine du droit de l’environnement. Il est licencié en droit de la Faculté de droit de l’Université fédérale du Paraná.
Il étudie à l’Institut d’études du développement de l’Université de Genève.

### Carrière
Il enseigne le droit de l’environnement à la Faculté de droit de l’Université de Tuiuti (Curitiba).
Il prépare une maîtrise en droit social et de l’environnement à l’Université catholique du Paraná.
Il participe à la reconnaissance de l'ukrainien comme langue officielle pour la ville brésilienne de Prudentopolis,.
Il traduit le livre de V. Sergiychuk The Holodomor of 1932–1933 as Genocide of the Ukrainian Nation.

### Vie de famille
Il est marié à Eliana Del Carmen Herreros Sorotiuk (nièce du dirigeant communiste chilien Salvador Allende).
Ils ont deux enfants : un fils, Joao Henrique Herreros Sorotiuk et une fille, Marilia Madalena Herreros Sorotiuk.